# Écouflant
Écouflant és un municipi francès situat al departament de Maine i Loira i a la regió de País del Loira. L'any 2007 tenia 3.747 habitants.

## Demografia

### Població
El 2007 la població de fet d'Écouflant era de 3.747 persones. Hi havia 1.446 famílies de les quals 284 eren unipersonals (108 homes vivint sols i 176 dones vivint soles), 555 parelles sense fills, 511 parelles amb fills i 96 famílies monoparentals amb fills.
La població ha evolucionat segons el següent gràfic:
Habitants censats

### Habitatges
El 2007 hi havia 1.511 habitatges, 1.454 eren l'habitatge principal de la família, 25 eren segones residències i 31 estaven desocupats. 1.399 eren cases i 101 eren apartaments. Dels 1.454 habitatges principals, 1.167 estaven ocupats pels seus propietaris, 272 estaven llogats i ocupats pels llogaters i 15 estaven cedits a títol gratuït; 31 tenien una cambra, 39 en tenien dues, 122 en tenien tres, 289 en tenien quatre i 973 en tenien cinc o més. 1.249 habitatges disposaven pel capbaix d'una plaça de pàrquing. A 651 habitatges hi havia un automòbil i a 726 n'hi havia dos o més.

### Piràmide de població
La piràmide de població per edats i sexe el 2009 era:
| Homes | Edats   | Dones |
| ----- | ------- | ----- |
| 1     | 95 o +  | 5     |
| 1     | 90 a 94 | 11    |
| 8     | 85 a 89 | 20    |
| 18    | 80 a 84 | 22    |
| 44    | 75 a 79 | 45    |
| 80    | 70 a 74 | 56    |
| 89    | 65 a 69 | 90    |
| 115   | 60 a 64 | 128   |
| 140   | 55 a 59 | 143   |
| 142   | 50 a 54 | 158   |
| 106   | 45 a 49 | 120   |
| 164   | 40 a 44 | 145   |
| 123   | 35 a 39 | 156   |
| 99    | 30 a 34 | 105   |
| 88    | 25 a 29 | 64    |
| 111   | 20 a 24 | 80    |
| 164   | 15 a 19 | 120   |
| 160   | 10 a 14 | 148   |
| 134   | 5 a 9   | 136   |
| 83    | 0 a 4   | 81    |

## Economia
El 2007 la població en edat de treballar era de 2.372 persones, 1.609 eren actives i 763 eren inactives. De les 1.609 persones actives 1.497 estaven ocupades (760 homes i 737 dones) i 113 estaven aturades (62 homes i 51 dones). De les 763 persones inactives 351 estaven jubilades, 292 estaven estudiant i 120 estaven classificades com a «altres inactius».

### Ingressos
El 2009 a Écouflant hi havia 1.450 unitats fiscals que integraven 3.783 persones, la mediana anual d'ingressos fiscals per persona era de 19.287 €.

### Activitats econòmiques
Dels 199 establiments que hi havia el 2007, 5 eren d'empreses extractives, 3 d'empreses alimentàries, 6 d'empreses de fabricació de material elèctric, 2 d'empreses de fabricació d'elements pel transport, 18 d'empreses de fabricació d'altres productes industrials, 38 d'empreses de construcció, 38 d'empreses de comerç i reparació d'automòbils, 13 d'empreses de transport, 6 d'empreses d'hostatgeria i restauració, 2 d'empreses d'informació i comunicació, 16 d'empreses financeres, 6 d'empreses immobiliàries, 27 d'empreses de serveis, 15 d'entitats de l'administració pública i 4 d'empreses classificades com a «altres activitats de serveis».
Dels 38 establiments de servei als particulars que hi havia el 2009, 1 era una oficina de correu, 2 tallers de reparació d'automòbils i de material agrícola, 3 paletes, 4 guixaires pintors, 5 fusteries, 7 lampisteries, 8 electricistes, 1 empresa de construcció, 2 perruqueries, 4 restaurants i 1 saló de bellesa.
Dels 7 establiments comercials que hi havia el 2009, 2 eren botigues de més de 120 m², 2 fleques, 2 botigues d'electrodomèstics i 1 una floristeria.
L'any 2000 a Écouflant hi havia 18 explotacions agrícoles que ocupaven un total de 704 hectàrees.

## Equipaments sanitaris i escolars
Els 2 equipaments sanitaris que hi havia el 2009 eren farmàcies.
El 2009 hi havia 1 escola maternal i 3 escoles elementals.

## Poblacions més properes
El següent diagrama mostra les poblacions més properes.